# Caccobius bidentatus
Caccobius bidentatus là một loài bọ cánh cứng trong họ Bọ hung (Scarabaeidae).